# Fiat Marea
La Fiat Marea (Progetto 185) è un'automobile classificata come berlina media prodotta dalla casa automobilistica italiana FIAT dal 1996 al 2003 per il mercato europeo negli stabilimenti di Mirafiori, Rivalta e Cassino. Inoltre è stata assemblata in complete knock down a Tychy in Polonia e prodotta su licenza dalla Tofaş a Bursa in Turchia dal 1999 al 2007. Dal 1998 al 2007 venne inoltre prodotta in Brasile a Betim per il mercato sudamericano.
Nata per sostituire contemporaneamente la Tempra e la Croma, riscontrò un ottimo successo internazionale, specialmente in Europa e in Sudamerica, tanto da rimanere in produzione per 12 anni.

## Il contesto
Il design della Marea si discostava molto da quello della Tempra, sua antenata. La linea esponeva numerose curve e un frontale morbido e aerodinamico, con un Cx contenuto nel valore di 0,29. La fanaleria anteriore era ripresa dalle sorelle Fiat Bravo e Brava come i paraurti anteriori e i parafanghi, mentre la fiancata e il posteriore risultavano del tutto inediti. La versione wagon si distingueva per l'originale fanaleria verticale che richiamava la Fiat Punto.

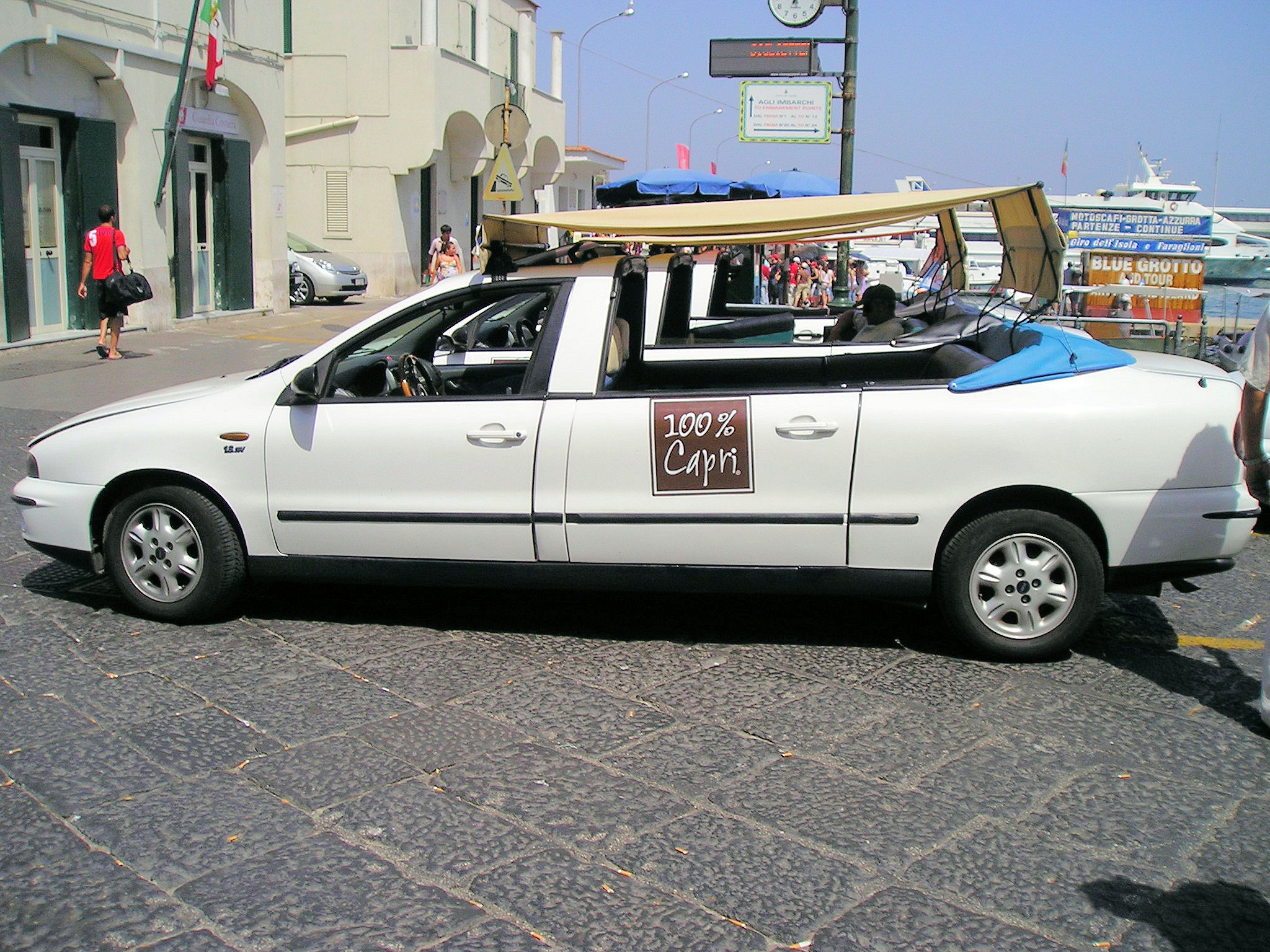
Fiat Marea decappottabile, tipico taxi caprese

La Marea fu commercializzata in due versioni, berlina a tre volumi e familiare, denominata Weekend, quest'ultima più apprezzata dal pubblico per la linea moderna e la versatilità del baule grazie alla ribaltina di serie. Ne esisteva anche una versione furgonetta destinata al trasporto di merci chiamata Fiat Marengo che si differenziava principalmente per la carrozzeria chiusa e i finestrini oscurati. Una particolare versione decappottabile in grado di trasportare sei persone più il conducente è stata sviluppata dal Centro Stile Fiat e utilizzata dalla Cooperativa dei Tassisti di Capri per trasportare i turisti dell'isola.

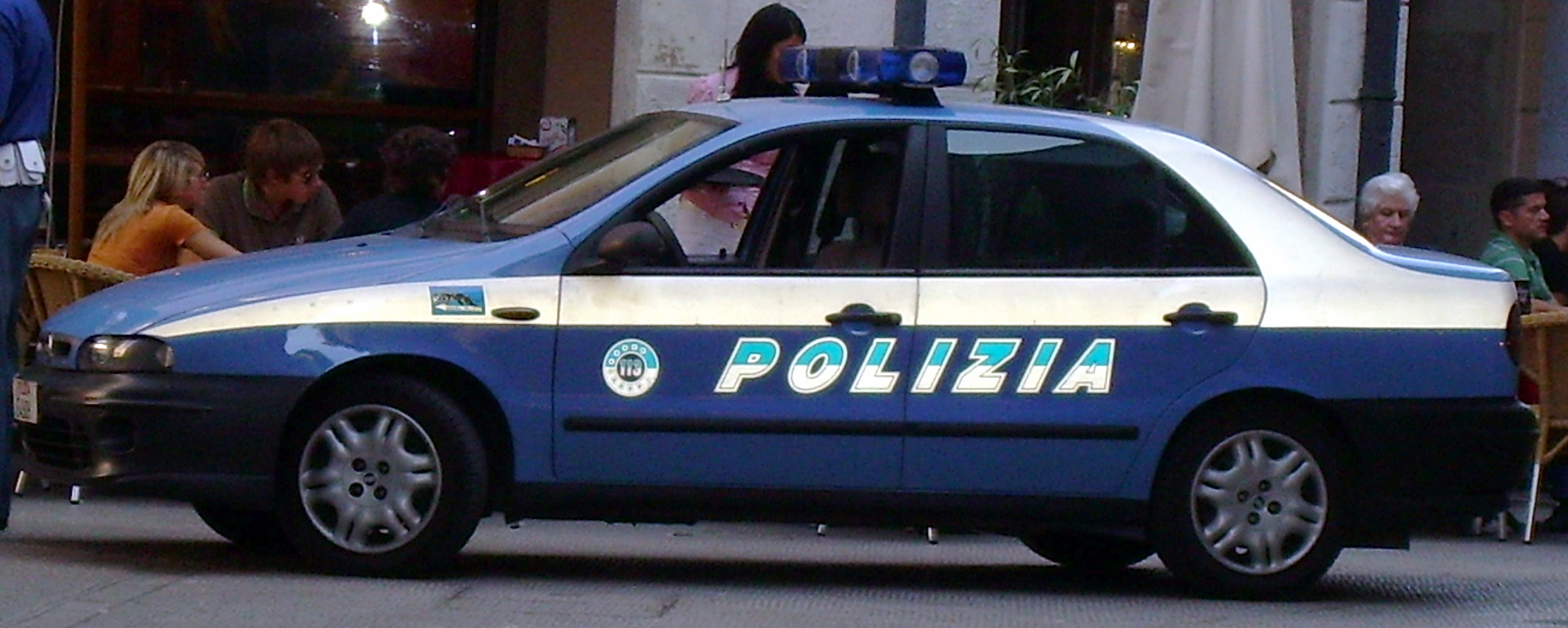
Fiat Marea berlina della Polizia di Stato

Entrambe le varianti di carrozzeria sono state adottate dalla Polizia di Stato alla fine degli anni '90, la versione berlina dalla squadra volanti mentre la Weekend dalle pattuglie di Polizia stradale; le versioni usate dalla Polizia sono dotate del motore 2.0 20V 155 cavalli. Anche all'Arma dei Carabinieri e alla Polizia Penitenziaria furono date in dotazione entrambe le versioni dell'autovettura con il medesimo motore destinato alla Polizia di Stato. 
Inoltre anche per i Vigili del fuoco fu usata, ma in versione Weekend.
Uscì di produzione sul mercato europeo nel 2003 e non venne rimpiazzata da alcun modello simile, con l'eccezione della Weekend che fu sostituita dalla Fiat Stilo Multiwagon. Restò invece in produzione sul mercato brasiliano e turco: dopo un primo restyling parziale del 2001, ne ha ricevuto un secondo nel 2004 per concludere la carriera nel 2007.

## La Marea in Europa (1996-2003)
La vettura venne presentata nel 1996 contemporaneamente nelle due versioni, berlina e Weekend (a differenza della Tempra la cui versione familiare era uscita un anno dopo la berlina). Disponibile dall'11 settembre 1996 come erede della Fiat Tempra, veniva venduta in tre allestimenti, ovvero il base SX, l'intermedio ELX e il più ricco HLX (la cui dotazione di serie comprendeva cerchi in lega, alzavetro,specchietti elettrici e lavafari).
I motori erano condivisi con le sorelle Bravo e Brava. In Italia la motorizzazione base era un 1.6 16V della famiglia Torque da 103 cavalli abbinato a una trasmissione manuale a 5 rapporti oppure a un'automatica a 4. Gli altri motori a benzina erano della nuova famiglia Pratola Serra e comprendevano un 1.8 16V da 113 cavalli e un 2.0 20V benzina da 147 CV (poi incrementato a 154 CV nel 1999), quest'ultimo un cinque cilindri derivato dalla medesima motorizzazione che equipaggiava l'ammiraglia Lancia K e, dal 1999, la Lancia Lybra, entrata in produzione proprio quell'anno al posto della Lancia Dedra.
I propulsori turbodiesel previsti al debutto erano del tipo a iniezione indiretta con precamera di combustione e comprendevano un 1.9 in due varianti di potenza (TD75 e TD100 con 75 e 101 cavalli) e un 2.4 da 124 cavalli (TD 125). Al Salone di Ginevra del 1997 fu presentata una versione con cambio automatico attrezzata in modo tale da permetterne l'utilizzo a persone disabili.
Sempre nel 1997 debuttò anche una versione funzionante sia a benzina che a gas naturale, la Marea BiPower; dotata del motore 1.6 16V opportunamente adattato alla doppia alimentazione e di un impianto a gas sequenziale sviluppato da Metatron e Tartarini Auto, essa fu la prima autovettura italiana con alimentazione a metano nativa di serie.
Per la Marea fu utilizzato il nuovissimo Pianale C del gruppo Fiat, debuttato con le Bravo/Brava appena l'anno prima, e che è stato successivamente utilizzato per le Alfa Romeo 156, 147 e GT. Particolarmente curati erano la sicurezza, garantita soprattutto da ABS, airbag per il guidatore di serie su quasi tutte le versioni (dove assente era comunque sostituito dal volante con assorbimento di energia), sistema che impedisce la fuoriuscita di carburante dal serbatoio in caso di incidente e cinture di sicurezza con pretensionatore, e il comfort di marcia, grazie alla cura dell'insonorizzazione e alle sospensioni morbide.

### Restyling 1998

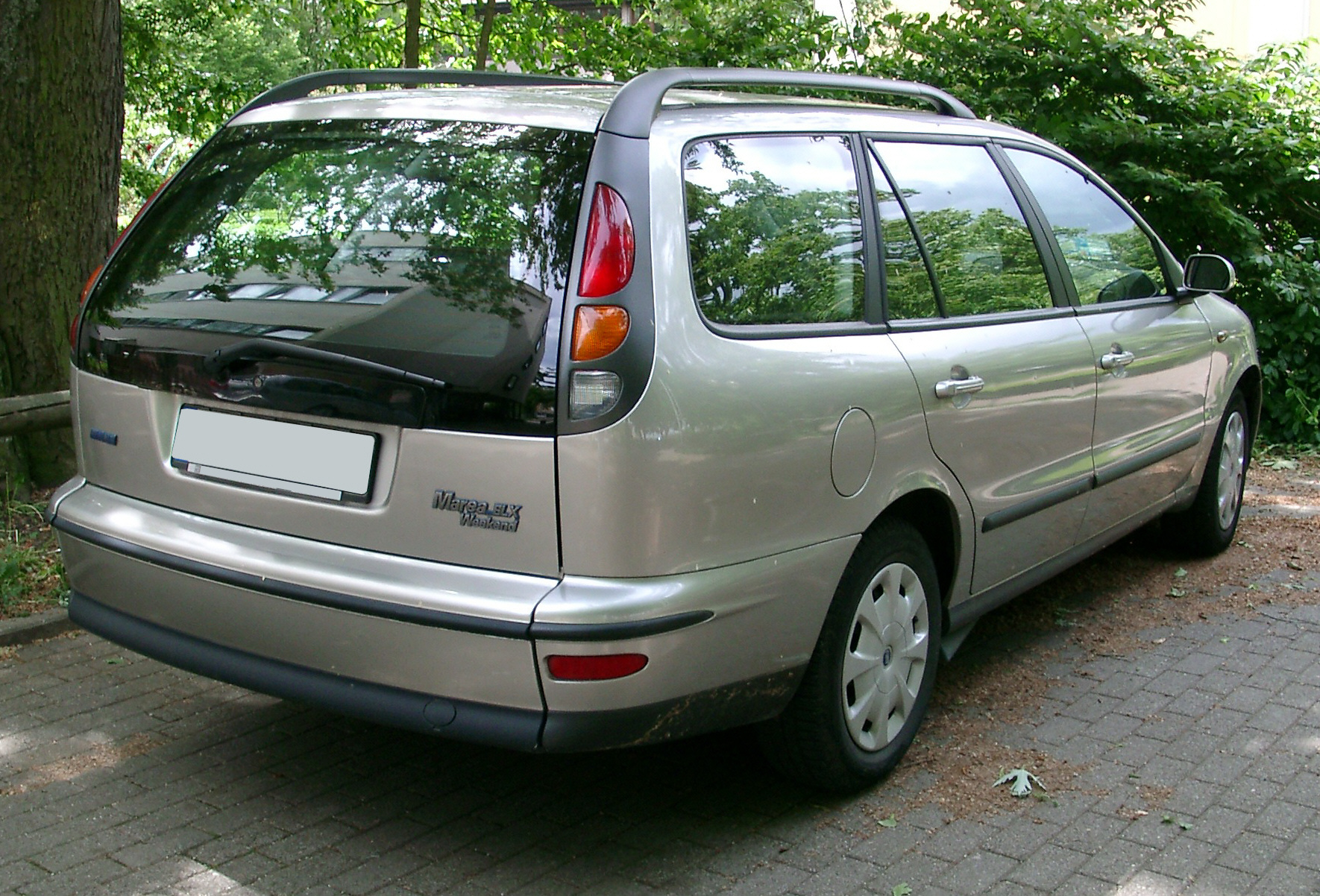
Vista posteriore della Marea Weekend

Nel 1998 il modello subì alcuni aggiornamenti sottopelle, con migliorie graduali (sistema frenante, irrigidimento del telaio) e con l'introduzione di nuove motorizzazioni, l'eliminazione del turbodiesel da 75 CV (che inizialmente si affianca alle nuove JTD con sistema common-rail) e la sostituzione delle TD 100 e TD 125 con il leggermente meno assetato 1.9 JTD105, che era già in uso sull'Alfa Romeo 156 e sarebbe stato usato anche sulla Lancia Lybra quando fu lanciata l'anno successivo.

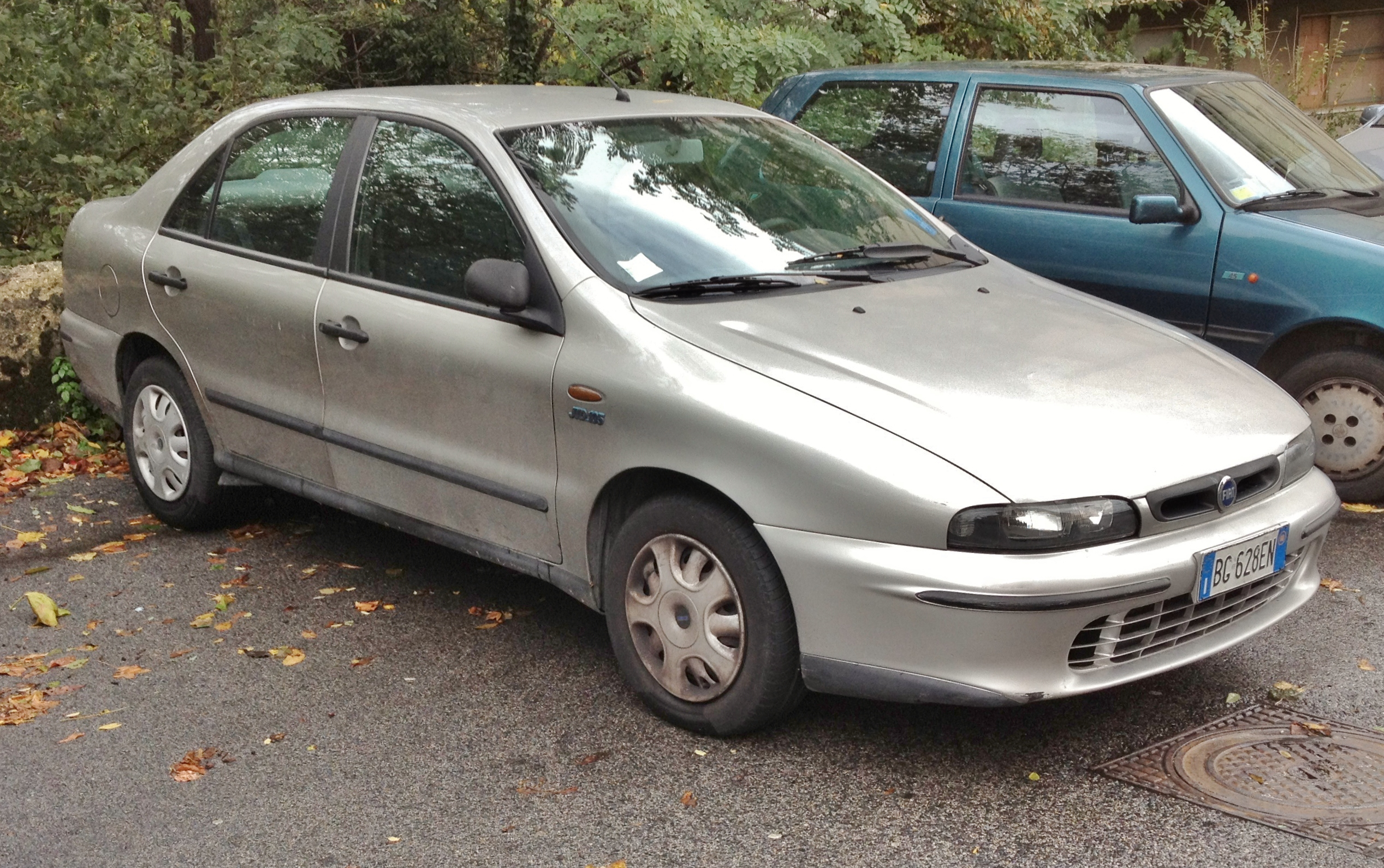
Fiat Marea ristilizzata del 1998

Nel 2000 tutte le motorizzazioni vennero adeguate alle normative Euro 3 e il logo esterno a "cinque barre" sostituito con il nuovo emblema Fiat tondo a fondo blu, introdotto l'anno prima con la commercializzazione della seconda serie di Punto. I motori a benzina 1.6 16V, 1.8 16V e 2.0 20V furono ridenominati 100 16V, 115 16V e 155 20V (quest'ultimo fu potenziato da 147 CV a 154 CV) mentre il TD125 venne sostituito dal 2.4 JTD130, con iniezione diretta, 131 CV. Nel 2002, 1.9 JTD105 fu portato a 110 cavalli e ridenominato JTD110: ad esso, in alcuni mercati non italiani, si affiancò successivamente anche una variante da 100 cavalli.
La produzione in Italia cessò nel novembre del 2002 senza lasciare eredi dirette per quanto riguarda la berlina e lasciando il posto alla Stilo MultiWagon per quanto riguarda la Weekend; la linea di produzione trasferita in Turchia dove la vettura venne prodotta (dalla Tofaş) dal dicembre del 2002 per altri 3 anni successivi con alcune delle motorizzazioni della produzione italiana per essere sostituita dalla Fiat Linea nel 2006, che però non fu mai venduta in Italia.

## La Marea in Sud America (1998-2007)
In Sud America la vettura debuttò nel 1998 in entrambe le varianti (berlina 4 porte e wagon) e rimase in listino fino al 2007. Le principali modifiche riguardavano i motori disponibili solo a "gasolina" (benzina+alcool) nelle versioni più potenti e in allestimenti caratterizzati da una ricca dotazione di serie. Il motore più piccolo in listino risultava un 2 litri, 20 valvole per 5 cilindri depotenziato a 129 cavalli mentre il più grande era una versione turbocompressa dell'analogo motore dotata di 182 cavalli. Tale propulsore era disponibile anche per la versione WeekEnd. La Marea americana veniva assemblata presso gli stabilimenti della filiale brasiliana di Fiat Auto.

### Restyling 2001

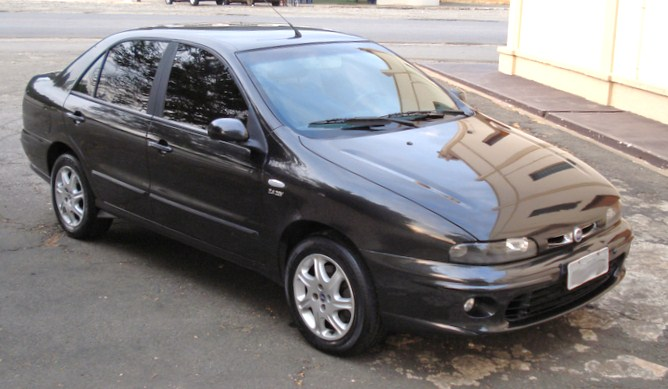
Marea brasiliana del 2003

Nel 2001 la Marea brasiliana venne aggiornata nella linea grazie all'adozione di una nuova fanaleria posteriore simile a quella adottata dalla Lancia Lybra mentre tra i propulsori entrarono in listino dei motori base da 1,6 e 1,8 litri derivati dalle unità prodotte in Italia e un più grande 2,4 litri benzina da 160 cavalli. Rinnovato anche il marchio Fiat ora rotondo a sfondo blu.

### Restyling 2004
Con il 2004 guadagnò una mascherina frontale rinnovata di colore argento e nuovi rivestimenti interni per concludere la carriera nel 2007 sostituita dalla Linea. Nell'ultimo anno di produzione le Marea erano dotate del marchio Fiat a sfondo rosso debuttato in contemporanea sui nuovi modelli europei quali la Bravo e la 500.

## Motorizzazioni

### Europa
| Modello                               | Disponibilità                          | Motore                              | Cilindrata cm³ | Potenza kW (CV) | Velocità massima (km/h) | Consumo (km/l) |
| ------------------------------------- | -------------------------------------- | ----------------------------------- | -------------- | --------------- | ----------------------- | -------------- |
| 80 16V FIRE                           | dal 1999 (solo per alcuni mercati)     | 4 cilindri in linea, Benzina        | 1242           | 60 (82)         | 170                     |                |
| 1.4 12V                               | fino al 1999 (solo per alcuni mercati) | 4 cilindri in linea, Benzina        | 1370           | 59 (80)         | 170                     |                |
| 1.6 16V                               | dal debutto al 2000                    | 4 cilindri in linea, Benzina        | 1581           | 76 (103)        | 187                     | 12             |
| 1.6 16V Automatica/100 16V Automatica | dal debutto al 2000                    | 4 cilindri in linea, Benzina        | 1581           | 76 (103)        | 187                     |                |
| 1.6 16V BiPower/100 16V Bipower       | dal 1997 al 2000                       | 4 cilindri in linea, Benzina-Metano | 1581           | 76 (103)        | 187                     |                |
| 100 16V                               | dal 2000 al 2003                       | 4 cilindri in linea, Benzina        | 1596           | 76 (103)        | 187                     | 12             |
| 1.8 16V                               | dal debutto al 2000                    | 4 cilindri in linea, Benzina        | 1747           | 83 (113)        | 195                     |                |
| 115 16V                               | dal 2000 al 2003                       | 4 cilindri in linea, Benzina        | 1747           | 85 (115)        | 207                     |                |
| 2.0 20V                               | dal debutto al 1999                    | 5 cilindri in linea, Benzina        | 1998           | 108 (147)       | 207                     |                |
| 155 20V                               | dal 2000 al 2003                       | 5 cilindri in linea, Benzina        | 1998           | 113 (154)       |                         |                |
| TD 75                                 | dal debutto al 2000                    | 4 cilindri in linea, Diesel         | 1910           | 55 (75)         | 167                     | 15,4           |
| TD 100                                | dal debutto al 1999                    | 4 cilindri in linea, Diesel         | 1910           | 74 (101)        | 180                     | 14,7           |
| JTD 100                               | dal 2002 al 2003                       | 4 cilindri in linea, Diesel         | 1910           | 74 (100)        |                         |                |
| JTD 105                               | dal 1998 al 2003                       | 4 cilindri in linea, Diesel         | 1910           | 77 (105)        | 183                     | 17,8           |
| JTD 110                               | dal 2000 al 2003                       | 4 cilindri in linea, Diesel         | 1910           | 81 (110)        | 188                     | 18,1           |
| TD 125                                | dal debutto al 2000                    | 5 cilindri in linea, Diesel         | 2387           | 91 (124)        | 195                     | 13             |
| JTD 130                               | dal 2000 al 2003                       | 5 cilindri in linea, Diesel         | 2387           | 96 (131)        | 197                     | 14,7           |

I motori 1.2 16V facenti parte della famiglia FIRE e 1.4 12V (della Famiglia B, prodotto dalla FMA di Pratola Serra) vennero montati solo per le versioni vendute alle società di autonoleggio e per alcuni mercati, come Grecia e Portogallo.

### Sudamerica
| Modello           | Disponibilità       | Motore                       | Cilindrata cm³ | Potenza kW (CV) |
| ----------------- | ------------------- | ---------------------------- | -------------- | --------------- |
| 1.6 16V 105       | dal 2001            | 4 cilindri in linea, Benzina | 1596           | 78 (106)        |
| 1.8 16V 130       | dal 2001            | 4 cilindri in linea, Benzina | 1747           | 96 (131)        |
| 2.0 20V 130       | dal debutto al 2001 | 5 cilindri in linea, Benzina | 1998           | 95 (129)        |
| 2.0 20V 140       | dal debutto al 2001 | 5 cilindri in linea, Benzina | 1998           | 105 (143)       |
| 2.0 20V Turbo 180 | dal 1999            | 5 cilindri in linea, Benzina | 1998           | 134 (185)       |
| 2.4 20V 160       | dal 2001            | 5 cilindri in linea, Benzina | 2446           | 118 (160)       |

## Imprese sportive

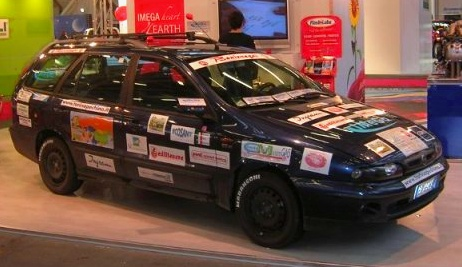
La Fiat Marea della Torino-Pechino al Motor Show del 2008.

Nell'estate del 2008 una Fiat Marea Weekend 1.6 16V del 1999 alimentata a GPL è stata protagonista di una singolare impresa sportiva, la traversata da Torino a Pechino andata e ritorno, unendo la città che aveva ospitato le Olimpiadi invernali 2006 e quella che, durante l'arrivo dell'equipaggio, avrebbe ospitato le Olimpiadi 2008.
L'auto, guidata dagli italiani Guido Guerrini, Andrea Gnaldi Coleschi e Nicola Dini, ha percorso 25.852 chilometri in 78 giorni attraversando diciassette Paesi.